# Distrito de Udaipur
Udaipur (en hindi: उदयपुर जिला) es un distrito de la India en el estado de Rajastán. Código ISO: IN.RJ.UD.
Comprende una superficie de 13430 km².
El centro administrativo es la ciudad de Udaipur.

## Demografía
Según censo 2011 contaba con una población total de 3067549 habitantes, de los cuales 1 500 768 eran mujeres y 1 566 781 varones.